# Pompejevo kazalište
Pompejevo kazalište (lat. Theatrum Pompeium, tal. Teatro di Pompeo) izgrađeno je u Rimu na inicijativu rimskog vojskovođe i državnika Pompeja Velikog. Kazalište koje je otvoreno oko 55. pr. Kr., bilo je tada najveće kazalište u svijetu i moglo je primiti od 12.000 do 27.000 gledatelja. 
Ovo kazalište imalo je prostor namijenjen za orkestar, scenu, i druge tradicionalne namjenske dijelove kazališta.
U istočnom dijelu zgrade kazališta je 15. ožujka 44. pr. Kr. ubijen Julije Cezar. 